# Región autónoma de Bougainville
Bougainville es la mayor de las islas del archipiélago de las islas Salomón y administrativamente pertenece al Estado Independiente de Papúa Nueva Guinea, del que constituye la Región Autónoma de Bougainville junto con la isla de Buka y las islas Carteret. Tiene una superficie de 9318 km² y cuenta con más de 234 300 habitantes (datos del año 2011). La capital temporal es Buka, aunque las oficinas gubernamentales se trasladarán a Arawa tras la reconstrucción de esta última ciudad. En 2019 se celebró un referéndum en el cual más del 98% de la población optó por la independencia de Papúa Nueva Guinea.

## Historia

### Prehistoria
Bougainville ha estado habitada por seres humanos desde hace al menos 29 000 años, según las pruebas obtenidas en la cueva de Kilu, en la isla de Buka. Hasta hace unos 10 000 años, durante el Último Máximo Glacial, existía una única isla denominada «Gran Bougainville», que abarcaba desde el extremo norte de la isla de Buka hasta las islas Nggela, al norte de Guadalcanal.
Los primeros habitantes de Bougainville fueron australo-melanesios que presumiblemente llegaron desde el archipiélago de Bismarck. Hace unos 3000 años, los pueblos austronesios trajeron la cultura lapita a las islas, introduciendo la cerámica, la agricultura y los animales domesticados, como cerdos, perros y gallinas. En la actualidad se hablan en las islas tanto lenguas austronesias como no austronesias, aunque se ha producido una importante mezcla entre las poblaciones hasta el punto de que las diferencias culturales y genéticas ya no están correlacionadas con el idioma.

### Descubrimiento y colonización
Le dio nombre el explorador y navegante francés Louis Antoine de Bougainville, que la descubrió en 1768, pero no dejó asentamientos europeos.

### Colonización Alemana
En la década de 1880, exploradores alemanes llevaron a cabo expediciones por toda la región, detallando la riqueza potencial de los recursos disponibles en las islas. Bougainville, conocida por su belleza natural, su rica biodiversidad y sus cultivos potencialmente lucrativos de copra y cacao, se convirtió en una zona de interés, y los colonos europeos trataron de establecer plantaciones y explotar la tierra.
Nueva Guinea se convirtió en una colonia alemana administrada por la Compañía de Nueva Guinea entre 1885 y 1889. El 1 de abril de 1889, Nueva Guinea quedó oficialmente constituida en colonia alemana (Nueva Guinea Alemana) y, por tratado con los británicos, se le adjuntaron las islas de Buka, Bougainville, Shortland y Treasury.
Los alemanes implantaron una serie de ordenanzas para regular la economía local y establecer un control administrativo. Se hizo especial hincapié en los cultivos comerciales, como los cocos, esenciales para la producción de copra, un valioso producto utilizado en la industria y la fabricación de jabón.
Bajo el dominio alemán, la agricultura de plantación se expandió y la isla empezó a experimentar cambios económicos significativos. La demanda de mano de obra para las plantaciones llevó a la contratación de trabajadores no sólo de Bougainville, sino también de las islas vecinas. Esta afluencia de mano de obra afectó profundamente a la demografía local y a las estructuras sociales. Sin embargo, es esencial reconocer que mientras los alemanes trataban de explotar los recursos de Bougainville, también se enfrentaban a los desafíos de la población indígena, que se resistía a la influencia y el control extranjeros.
El Imperio alemán, que ya había iniciado operaciones en Nueva Guinea, se anexionó la actual Bougainville en 1886, tras acordar con el Reino Unido dividirse el archipiélago de las Salomón. Ese mismo año se estableció un protectorado alemán sobre las islas septentrionales, pero el protectorado británico de las Salomón no se estableció hasta 1893. La frontera inicial entre los dos territorios era mucho más meridional, con la isla Choiseul, la isla Santa Isabel, Ontong Java, las islas Shortland y parte de las islas Florida incluidas en la sección alemana. La frontera actual entre Papúa Nueva Guinea y las Islas Salomón se deriva del Convenio Tripartito de 1899, por el que se cedieron dichas islas al Reino Unido.
Las Islas Salomón alemanas se administraron a través de Nueva Guinea Alemana, aunque tardó casi dos décadas en establecerse una presencia administrativa. La estación administrativa alemana de Kieta, establecida en 1905, fue precedida por una misión católica marista, que logró convertir al catolicismo a la mayoría de los isleños. La primera plantación plenamente comercial se estableció en 1908, pero la anexión alemana tuvo escaso impacto económico.
La interacción entre los colonizadores alemanes y las poblaciones indígenas de Bougainville fue polifacética. Si bien la colonización trajo consigo cambios en las actividades económicas e introdujo nuevos cultivos y bienes, también perturbó los estilos de vida y las estructuras sociales tradicionales. La imposición de sistemas de gobierno, normativas y mano de obra extranjeros provocó a menudo resentimiento y resistencia entre los habitantes de Bougainville.
Uno de los factores clave que influyeron en la resistencia fue la introducción de sistemas económicos y sociales europeos que socavaban las costumbres y prácticas locales. Comenzó la activación de la agencia indígena, a medida que las comunidades se oponían a la usurpación de sus tierras y recursos. Las protestas y levantamientos estaban motivados por diversas reivindicaciones relacionadas con la explotación laboral, los derechos sobre la tierra y la preservación cultural.
Además, los alemanes establecieron una importante presencia misionera en Bougainville, que pretendía convertir a la población nativa al cristianismo. Mientras que algunos abrazaron el cristianismo, otros se resistieron a estos esfuerzos, considerándolos parte de la imposición colonial más amplia. Este intercambio cultural, marcado tanto por la adaptación como por la resistencia, sigue siendo un punto de interés para comprender la historia colonial de Bougainville.

### Mandato australiano
Ocupada por los australianos en 1915 (debido a la derrota alemana en la Primera Guerra Mundial), fue colocada bajo administración australiana, por encargo de la Sociedad de Naciones, el 9 de mayo de 1921.

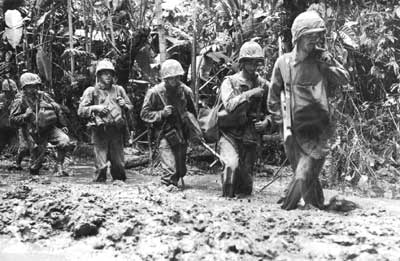
Marines estadounidenses en Bougainville en 1943.

En 1942, durante la Segunda Guerra Mundial, Japón invadió la isla, pero las fuerzas aliadas lanzaron la campaña de Bougainville para recuperar el control de la isla en 1943. A pesar de los fuertes bombardeos, las guarniciones japonesas permanecieron en la isla hasta 1945. Después de la guerra, el territorio de Nueva Guinea, incluido Bougainville, volvió al control australiano. Se confirmaría el mandato australiano, que ya tenían, en 1946. El 1 de julio de 1949 se incorporó al territorio australiano de Papúa-Nueva Guinea formado por la antigua colonia británica de Nueva Guinea (transferida a Australia el 1 de septiembre de 1906 con el nombre de Papúa) y la antigua colonia alemana de Nueva Guinea.
La lucha contra las compañías mineras australianas (la CRA, una subsidiaria de Conzinc RioTinto, una gran empresa minera multinacional, que era la dueña del 53 % de la Bougainville Copper Ltd-BCL) comenzó en 1969 y se convirtió en dramática en 1972, con manifestaciones y movilizaciones generales de la población.

### Conflicto armado
El 1 de septiembre de 1975 las autoridades provinciales de la isla Bougainville (incluyendo la isla de Buka) proclamaron la independencia con el nombre de República de Salomón del Norte. La nueva República adoptó una bandera nacional elegida en un concurso. El 16 de septiembre de 1975 Papúa Nueva Guinea consiguió la independencia, incluyendo formalmente a la República de Salomón del Norte. Fruto de un acuerdo político (1976) la república se disolvió en 1977 y la ley 1/1977 estableció un virtual estado federal (sin darle este nombre), con asambleas provinciales, y con derecho a bandera para todas las provincias. La bandera republicana fue reconocida como bandera provincial de Bougainville-Buka (Provincia de Salomón del Norte).
A pesar de lo anterior, los derechos sobre la tierra y las minas condujeron a una segunda secesión y el 17 de mayo de 1990 se proclamó la República de Bougainville. Francis Ona, jefe del Ejército Republicano de Bougainville, fue proclamado presidente provisional. No hubo cambio de bandera. Poco después se adoptó un nombre nativo para la República, que fue el de República de Meekamui. Después de años de lucha, en 1995 el ejército de Papúa Nueva Guinea actuó sin mesura y las propias fuerzas armadas se opusieron a la represión.

### Autonomía e independencia futura

División administrativa.

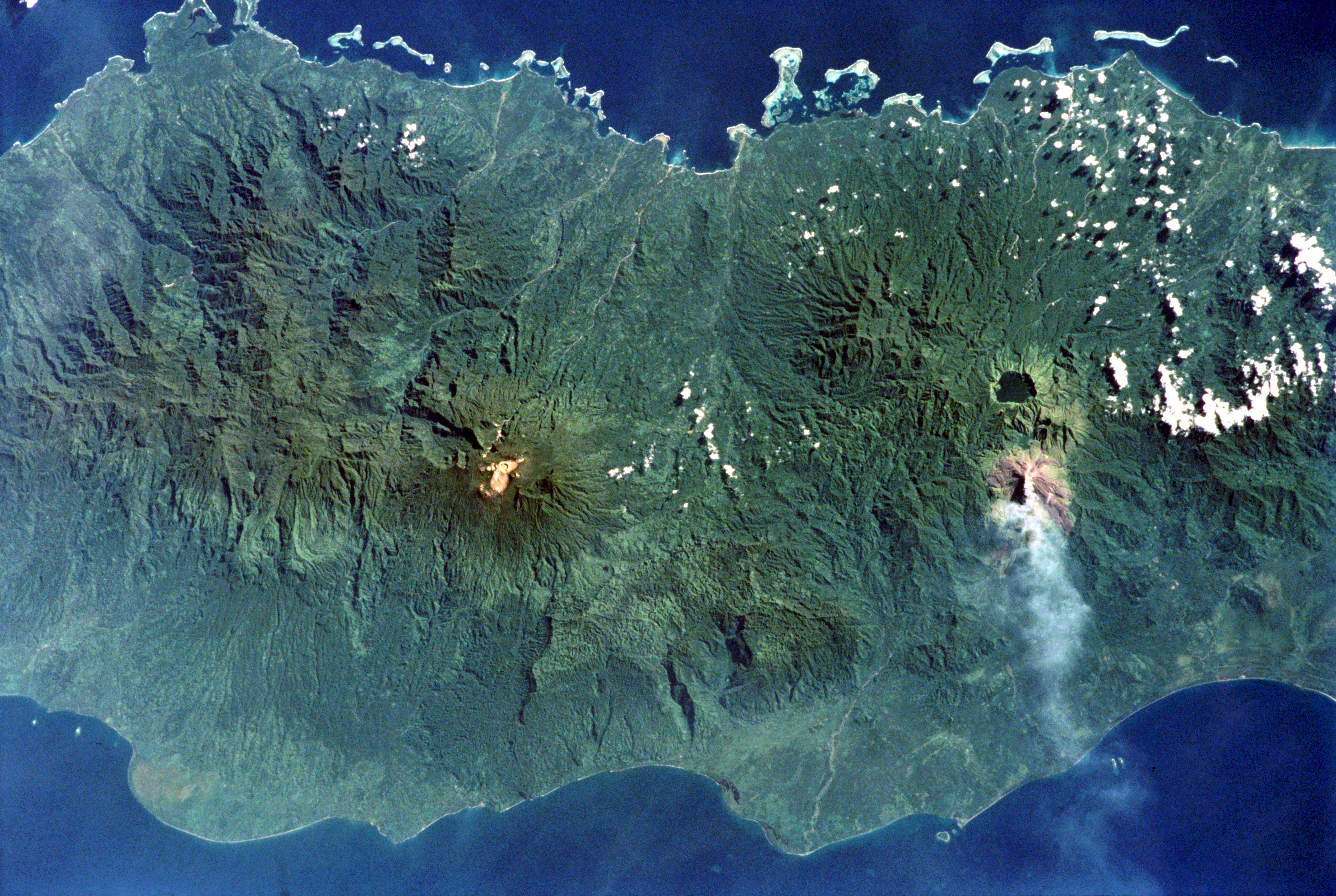
Parte norte de la isla

En 1996 comenzaron conversaciones y el 23 de enero de 1998 se llegó a una tregua que llevó a un acuerdo de paz en 2001, avalado por Australia, y un estatuto de autonomía provisional el 27 de marzo del 2002. Tras tres años de negociaciones, se celebraron elecciones y se estableció un estatuto definitivo con amplia autonomía para la isla, que entró en vigor el 15 de junio del 2005, con derecho a la autodeterminación al cabo de entre diez y quince años. La bandera independentista fue reconocida como bandera del Estado autónomo.
Se celebró un referéndum de independencia entre el 23 noviembre y el 7 de diciembre de 2019, cuyo resultado fue favorable abrumadoramente a la independencia del territorio en un 98 %. El resultado sin embargo no es vinculante y tendrá que ser ratificado por el parlamento nacional. Las negociaciones entre el Gobierno nacional y el local en 2021 indican que una probable fecha de independencia podría ser en 2027.

## Geografía
El territorio constituye un archipiélago en el Océano Pacífico que tiene una superficie de 9384 kilómetros cuadrados. De origen volcánico, su punto culminante es el monte Balbi con 3123 metros. Según la clasificación establecida por WWF, la isla Bougainville pertenece a la ecorregión "Selva de las islas Salomón" (Solomon Islands rain forests, código AA0119).
La región de Bougainville ocupa el norte del archipiélago de Salomón con la isla de Bougainville, que es la isla más grande de este grupo. La frontera entre Papúa-Nueva Guinea y las Islas Salomón se encuentra justo al sur en medio de un estrecho de 9 km que la separa de las Islas Shortland. La isla Salomón de Choiseul está 30 km más al sur.

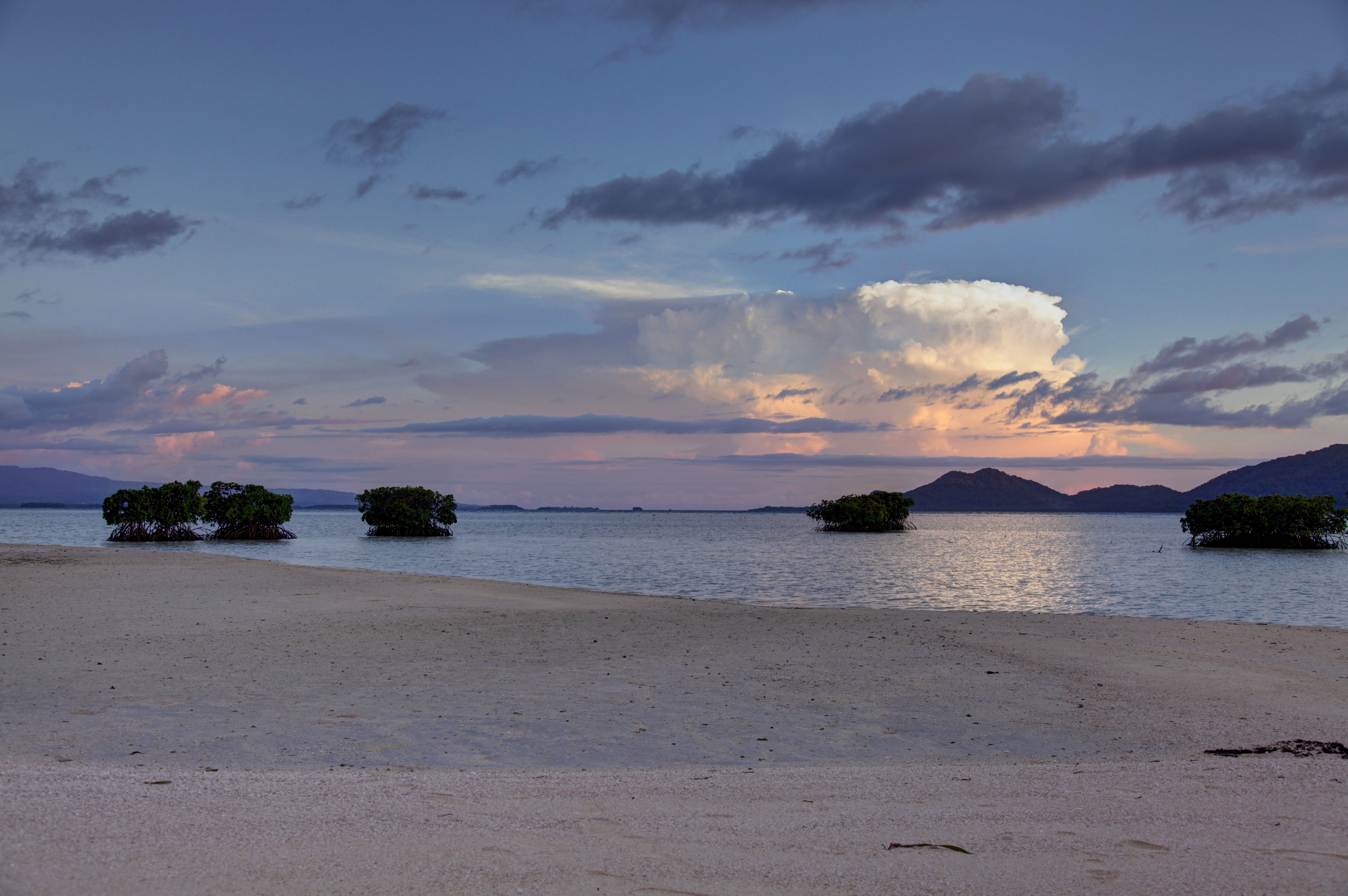
Playa de la Isla White, Bougainville

La isla de Buka está al norte de Bougainville, separada por un pequeño estrecho. La región incluye otras islas y atolones más o menos remotos:
- Las Islas Green, con su isla principal Nissan.
- Las Islas Carteret.
- El atolón de Takuu.
- El atolón de Nukumanu.
- Las Islas Nuguria, un exclave polinesio.

### Geología
Las islas Bougainville y Buka y las demás islas de la cadena de las Salomón se elevan de una dorsal submarina con dirección noroeste limitada a ambos lados por profundas. Las islas están formadas casi en su totalidad por rocas volcánicas. volcánicas con una mezcla de otros tipos de sedimentos que cabría esperar alrededor de una isla volcánica, como calizas arrecifales.
La construcción de las islas comenzó hace 45 millones de años, cuando las rocas volcánicas en el fondo marino a lo largo de la línea de la actual cordillera de las Islas Salomón. Con el tiempo, el ciclo inicial de actividad volcánica se extinguió y comenzó otro, y luego otro. De este modo, la dorsal de las Islas Salomón se fue construyendo hasta que se acumuló suficiente roca volcánica para elevarse. sobre el nivel del mar y formar las islas. 

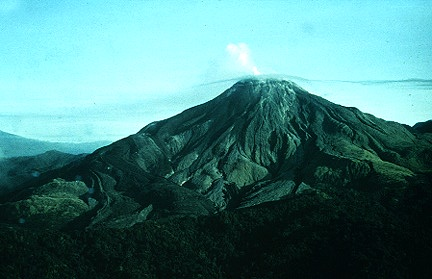
Volcán de Bagana

El proceso ha continuado hasta nuestros días, como demuestra la presencia de volcanes activos e inactivos en Boulogne. volcanes activos e inactivos en Bougainville y en el suroeste de las Islas Salomón. En Bougainville, las rocas volcánicas más antiguas están expuestas en la Cordillera del Príncipe Heredero, en el centro de la isla. en el centro de la isla y hacia el sudeste, y en la cordillera de Deuro, en el extremo sudeste. Deuro en el extremo sureste. Las rocas son una mezcla de lavas, brechas volcánicas y sedimentos volcánicos, con edades comprendidas entre 45 millones de años y hasta los 4 millones de años. 
En la isla Buka, las rocas volcánicas equivalentes están en la costa oeste, en la cordillera Parkinson, y en las islas más pequeñas al sur de Buka. En Buka, las rocas volcánicas suelen ser de grano más fino que las de Bougainville y han sido sometidas a un proceso de erosión y han sido datadas entre 30 y 20 millones de años.
Entre las rocas volcánicas más antiguas de Bougainville se encuentran cuerpos de rocas intrusivas de grano más grueso, principalmente granodiorita y diorita. En su día fueron los depósitos de roca fundida, o cámaras de magma, que alimentaron cada volcán. A medida que se ralentizaba la actividad volcánica, la roca fundida se enfriaba lentamente, lo que permitía el crecimiento de cristales. 
Estas rocas intrusivas de grano más grueso contienen a veces mineralización de cobre y oro, como en el caso de Panguna. Las reservas de cobre y oro de Ok Tedi, Frieda River y Wafi, en Nueva Guinea continental, son de estilos similares.

### Clima
Bougainville se caracteriza por su terreno montañoso, sus islas volcánicas y su exuberante selva tropical. La región está formada por varias islas principales, entre ellas Bougainville y Buka, y numerosas islas menores, que contribuyen a sus variadas condiciones climáticas. La geografía afecta tanto a los patrones de precipitaciones como a las variaciones de temperatura en toda la región.

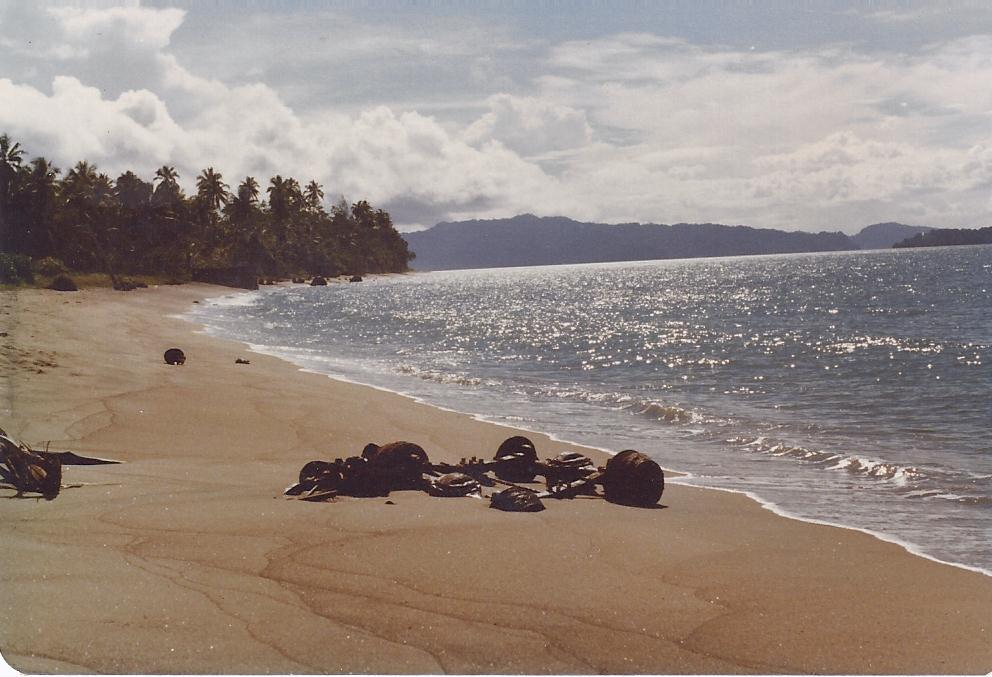
Buin, Bougainville

El clima de Bougainville es predominantemente tropical, con temperaturas medias de entre 24 °C (75 °F) y 30 °C (86 °F) durante todo el año. Las zonas costeras pueden experimentar niveles de humedad más elevados a la vez que mantienen temperaturas relativamente estables.
Bougainville experimenta una cantidad significativa de precipitaciones, que suelen oscilar entre los 2.500 mm (98 pulgadas) y los 4.000 mm (157 pulgadas) anuales. La estación húmeda suele producirse entre noviembre y abril, y se caracteriza por fuertes precipitaciones y ocasionales tormentas tropicales. En la estación seca, de mayo a octubre, disminuyen las precipitaciones, pero siguen siendo frecuentes los chubascos ligeros.
El clima tropical de la región conlleva altos niveles de humedad, que a menudo superan el 80%. Esta humedad contribuye a la exuberante vegetación y biodiversidad de las islas, pero también puede afectar al confort diario de residentes y visitantes.
Debido a la diversidad topográfica, las condiciones meteorológicas pueden variar significativamente de una parte a otra de Bougainville. Las zonas costeras suelen recibir precipitaciones más abundantes, mientras que las regiones elevadas pueden experimentar temperaturas más frescas. Las regiones montañosas suelen estar cubiertas de nubes, lo que da lugar a microclimas únicos que sustentan ecosistemas distintos.
El clima de Bougainville es vital para su sector agrícola. El rico suelo volcánico, combinado con las abundantes precipitaciones, permite el cultivo de diversas cosechas, como cacao, café, coco y frutas tropicales. Sin embargo, los cambiantes patrones climáticos, que pueden incluir una mayor frecuencia de fenómenos meteorológicos extremos y periodos de sequía prolongados, plantean desafíos a los agricultores y a la seguridad alimentaria.
La Región Autónoma de Bougainville, como muchas islas del Pacífico, es vulnerable a los impactos del cambio climático. La subida del nivel del mar, el aumento de las temperaturas y los fenómenos meteorológicos más graves amenazan los ecosistemas y los medios de subsistencia que dependen de unas condiciones climáticas estables. El gobierno local, junto con organizaciones internacionales, está trabajando para poner en marcha estrategias de gestión y mitigación de estos retos medioambientales.

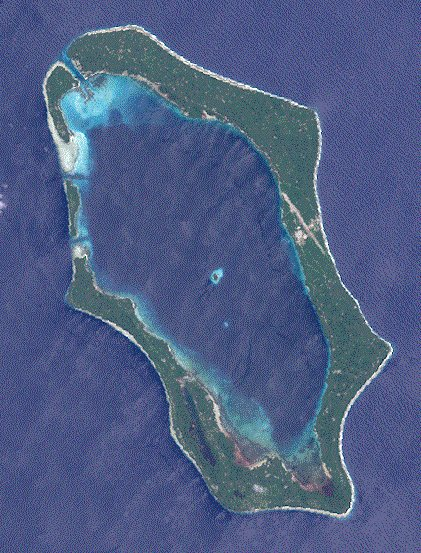
La Isla Nissan de unos 37 km² esta cubierta por una espesa vegetación

### Biodiversidad
La Región Autónoma de Bougainville, situada en el suroeste del Océano Pacífico y parte de Papúa Nueva Guinea, es un punto caliente de biodiversidad famoso por sus ecosistemas únicos y una rica variedad de flora y fauna. Esta isla montañosa, caracterizada por un terreno accidentado, diversos hábitats y un clima tropical, alberga una impresionante variedad de especies, muchas de las cuales son endémicas o no han sido ampliamente documentadas. Comprender la riqueza biológica de Bougainville es vital para los esfuerzos de conservación y el desarrollo sostenible, ya que refleja las intrincadas relaciones entre sus habitantes y el mundo natural.
La flora de Bougainville se caracteriza por sus exuberantes selvas tropicales, sus ricos humedales y su diversa vegetación costera. Aproximadamente el 70% del territorio está cubierto de bosques, que incluyen selvas primarias, bosques secundarios y manglares. El clima tropical de la isla contribuye a los altos niveles de precipitaciones y humedad, creando un entorno en el que prosperan numerosas especies vegetales.
Entre las especies vegetales más notables de Bougainville se encuentran varias formas de árboles de madera dura, como el kwila (Intsia bijuga) y el palisandro (Dalbergia spp.), muy apreciados por su madera. Además, el rico sotobosque de la isla alberga una gran variedad de helechos, orquídeas y plantas medicinales. La gigantesca y vibrante buganvilla, una planta con flores introducida en la región, también se asocia habitualmente con el paisaje de la isla.
La biodiversidad única de la isla se extiende a sus tierras altas, donde se encuentran los bosques montanos. Estos bosques albergan especies endémicas como la palmera de montaña de Bougainville (Oncosperma tigillarium) y una diversidad de orquídeas únicas. Los humedales de Bougainville, fundamentales para mantener el equilibrio ecológico, albergan diversas especies de manglares, que sirven de viveros para peces y otros organismos marinos.

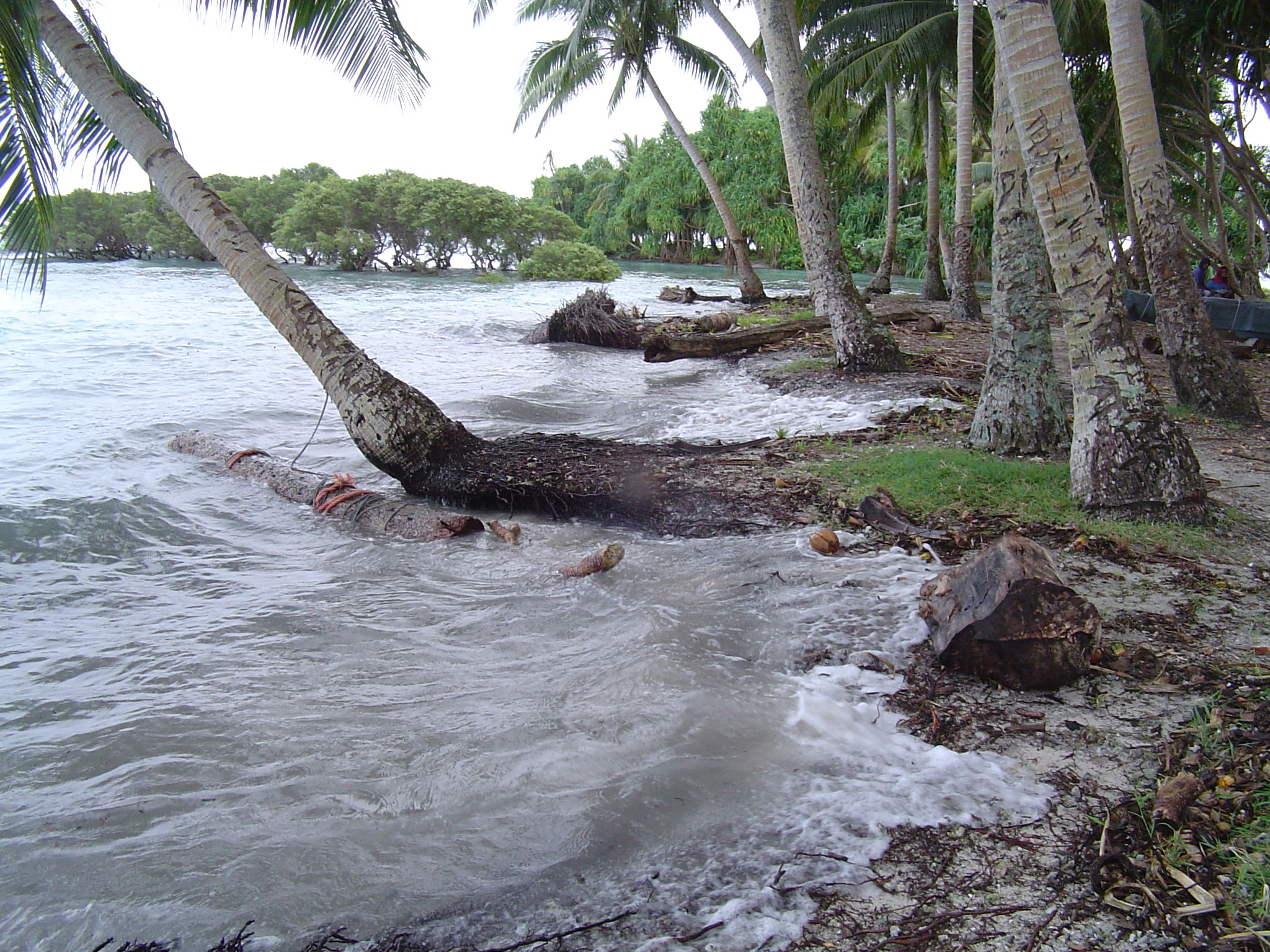
Palmeras en la isla de Nukutoa

La fauna de Bougainville es igualmente diversa, desde mamíferos terrestres hasta una gran variedad de aves, reptiles, anfibios y especies marinas. El aislamiento de la isla ha propiciado la evolución de varias especies endémicas, convirtiéndola en un centro de interés para el estudio de la biodiversidad.
La avifauna prospera en los densos bosques de Bougainville, con más de 150 especies catalogadas, entre ellas varias endémicas y casi endémicas. Entre ellas destacan el cuervo de Bougainville (Corvus megarhynchus) y el endémico azul de Bougainville (Pseudochelidon sirintarae), un ave muy buscada tanto por observadores de aves como por investigadores.
Los reptiles y anfibios también forman una parte importante de la fauna de la isla, con varias especies endémicas, como el eslizón de Bougainville (Emoia spp.) y varias especies únicas de ranas que ocupan diferentes nichos ecológicos en toda la isla. La biodiversidad marina circundante es rica, con arrecifes de coral y ecosistemas de manglares. Entre las especies marinas destacan las tortugas marinas, varias especies de cangrejos y numerosas especies de peces que dependen de los hábitats de los arrecifes de coral.
Bougainville también alberga diversas especies de mamíferos, algunas de las cuales tienen una gran importancia cultural y ecológica. Destaca la presencia de especies como el Bois de rose (Rata gigante), que desempeña un papel vital en la dispersión de semillas en los ecosistemas forestales. El mantenimiento de estos mamíferos es crucial para el equilibrio ecológico de los sistemas naturales de Bougainville.
A pesar de su rica biodiversidad, la Región Autónoma de Bougainville se enfrenta a numerosos retos medioambientales, como la deforestación, la degradación del hábitat y los impactos del cambio climático. La expansión de la agricultura, en particular la agricultura de subsistencia y las actividades mineras, han ejercido una presión adicional sobre los ecosistemas naturales. El cambio climático amenaza con alterar el delicado equilibrio de estos hábitats, lo que podría llevar a la extinción de especies si no se aplican estrategias de mitigación.
Los esfuerzos para conservar la flora y la fauna de Bougainville son fundamentales no sólo para mantener la integridad ecológica, sino también para sostener los medios de subsistencia de las comunidades locales que dependen de estos recursos para su cultura, tradición y economía. Los enfoques de colaboración que incluyen a las comunidades locales en las estrategias de conservación pueden ayudar a promover prácticas sostenibles que beneficien tanto al medio ambiente como a la población.
La Región Autónoma de Bougainville es un testimonio de la belleza natural y la abundancia biológica de la región del Pacífico. Su flora y fauna están interconectadas y desempeñan un papel esencial en los servicios ecosistémicos que sustentan a la población local. Mientras la región sigue afrontando los retos modernos, la salvaguarda de esta rica biodiversidad exigirá el compromiso y la colaboración de las comunidades locales, los gobiernos y las organizaciones medioambientales para garantizar un futuro sostenible a la fauna y los hábitats únicos de Bougainville.

## Gobierno y política
Las elecciones para el primer gobierno autónomo se celebraron en mayo y junio de 2005; Joseph Kabui, un líder independentista, fue elegido presidente. Murió en el cargo el 6 de junio de 2008. Tras unas elecciones provisionales para cubrir el resto de su mandato, John Momis fue elegido presidente en 2010 para un periodo de cinco años. Es partidario de la autonomía dentro de una relación con el gobierno nacional de Papúa Nueva Guinea.
La Constitución de Bougainville especifica que el Gobierno Autónomo de Bougainville está formado por tres ramas:
- Ejecutivo: el presidente de la Región Autónoma de Bougainville, que preside el Consejo Ejecutivo de Bougainville.
- Legislativo: la Cámara de Representantes de Bougainville (39 miembros elegidos y dos miembros de oficio).
- Judicial: los tribunales de Bougainville, que incluyen un Tribunal Supremo y un Tribunal Superior.

## Economía
Un porcentaje pequeño de la economía de la región procede de la minería. La mayor parte del crecimiento económico procede de la agricultura y la acuicultura. La biodiversidad de la región, la cual es una de las más importantes en Oceanía, está seriamente afectada por las actividades mineras. Estas actividades han causado distintos fenómenos de agitación civil en la región muchas veces. En enero del 2018, se impuso una moratoria en el cierre de una mina por el gobierno de Papúa Nueva Guinea, con la finalidad de evitar un nuevo levantamiento civil por la posibilidad de restringir la minería en la región.
Bougainville tuvo una de las mayores minas de cobre a cielo abierto del mundo, la de Pangunamine, de 1972 a 1989, que durante muchos años generó gran parte del producto nacional bruto de Papúa Nueva Guinea. La mina era explotada por la empresa australiana Bougainville Copper (BLC), filial de la compañía minera británico-australiana Rio Tinto/CRA, que controlaba la mayoría de la empresa. El Estado de Papúa Nueva Guinea (PNG) tiene una participación del 19,1 % en Bougainville Copper.
Como consecuencia de la guerra civil y del cierre forzado de la mina por los rebeldes, los ingresos del gobierno de Papúa Nueva Guinea cayeron un 20 %. Algunas esperanzas en la posible reapertura de la mina de Panguna. Las negociaciones para reabrir la mina de Panguna se iniciaron a principios de marzo de 2006 con conversaciones entre el exministro de Minas de Papúa Nueva Guinea, Sam Akoitai, y la corporación Rio Tinto en Londres. Algunos representantes de los propietarios de tierras de la zona de Panguna han accedido en varias ocasiones a reanudar las operaciones mineras, aunque con la exigencia de grandes indemnizaciones por parte del operador de la mina, BCL.
El rendimiento de las dos principales exportaciones, el cacao y la copra, volvió a los niveles anteriores a la guerra civil en 2007. Las grandes plantaciones comerciales gestionadas en gran parte por europeos, asiáticos, iglesias y empresas, que eran responsables de una parte importante de la producción antes de la guerra civil, son ahora utilizadas por operadores locales más pequeños. El procesamiento posterior se realiza en pequeñas secadoras de cacao promovidas por AusAid.

## Cultura

### Idiomas

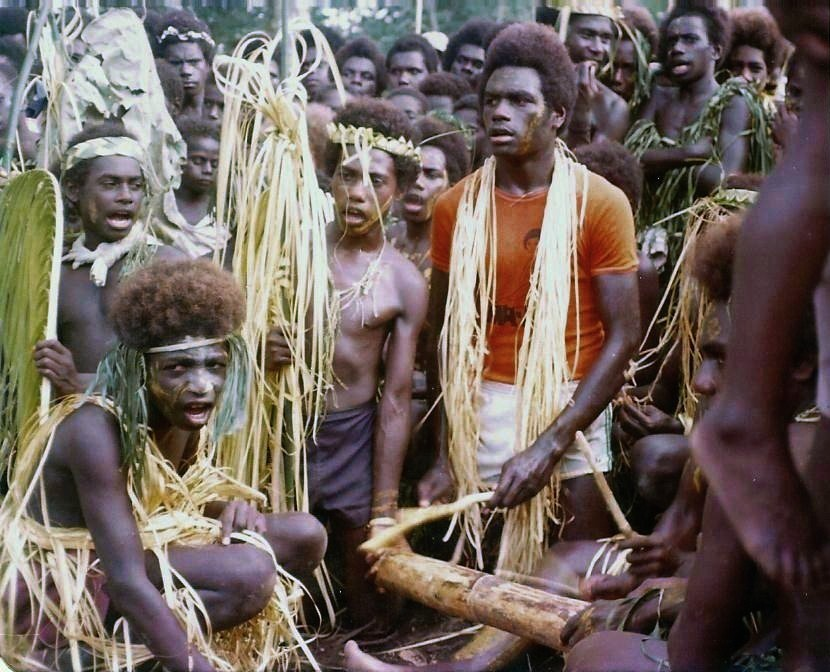
Hombres buka actuando en un festival folklórico de Buin.

En la isla se hablan distintas lenguas de origen papú y austronesio, sin que ninguna alcance un 20 % de hablantes. Las lenguas oficiales, al igual que en el resto de Papúa Nueva Guinea, son el tok pisin (una lengua criolla usada como lingua franca) y el inglés.
No obstante, según la Constitución de Bougainville, la cual está escrita en inglés, no se hace relación a ninguna lengua oficial, aunque hace una referencia a que la mayoría de los documentos oficiales deben traducirse al tok pisin, así como al mayor número de idiomas locales posible. También se muestra un gran interés en el "desarrollo, la preservación y el enriquecimiento de todos los idiomas de Bougainville".

### Religión
La gran mayoría de los habitantes de Bougainville son cristianos; se calcula que el 70 % son católicos y una minoría considerable pertenece a la Iglesia Protestante Unida de Papúa Nueva Guinea desde 1968. La Iglesia católica tiene su propia diócesis en la región, la diócesis de Bougainville (Dioecesis Buganvillensis). La catedral e iglesia principal  esta dedicada a Nuestra Señora de la Asunción, (Our Lady of the Assumption Cathedral) que se puede encontrar en la isla de Buka. Anteriormente era la iglesia de San Miguel Arcángel (Church of St. Michael the Archangel) en la antigua misión de Tubiana. Hay un total de 33 parroquias católicas y una misión en la región.

### Símbolos nacionales

Bandera de Bougainville.

Una ley aprobada por la asamblea provincial en el año 2018 confirmó la oficialidad de la bandera de Bougainville y del emblema de Bougainville. Tanto la bandera como el emblema cuentan con representaciones estilizadas del upe, un tocado tradicional que llevan los hombres en distintas zonas de Bougainville para simbolizar su paso a la edad adulta. Esta misma ley también aprobó el himno de la región, "My Bougainville".

## Deportes
El rugby league en Bougainville está organizado por la Bougainville Rugby Football League, la cual forma parte de la asociación de Rugby Football League de Papúa Nueva Guinea. Varios bouganvilleanos han jugado en la Selección de rugby league de Papúa Nueva Guinea, entre los que se encuentran Bernard Wakatsi, Joe Katsi, Lauta Atoi y Chris Siriosi.
El F.C. Bougainville ha jugado en la Liga Nacional de Fútbol de Papúa Nueva Guinea desde el 2019, aunque juega sus partidos en Puerto Moresby y no en Bouganville. Previamente, un equipo de Bougainville ganó el campeonato nacional de fútbol en el 1977. Históricamente, la Asociación de Fútbol de Bougainville se ha encontrado en conflicto con la Asociación de Fútbol de Papúa Nueva Guinea en varios temas.
Durante los años 70 y los 80, los equipos de Bougainville han jugado contra otras regiones en los campeonatos de fútbol australiano de Papúa Nueva Guinea, críquet, y hockey sobre césped.
El boxeo es popular en Bougainville. La región ganó el Campeonato Nacional de Boxeo de 2017, el cual se celebró en Arawa. Entre los boxeadores más importantes de la región se encuentra un ganador de la medalla de oro de los Juegos del Pacífico, Thadius Katua.
La jugadora de netball Maleta Roberts ha jugado profesionalmente en Australia y en la Selección de netball de Papúa Nueva Guinea en los Juegos de la Mancomunidad.